# Lazareto de Abaño
El Lazareto de Abaño es un conjunto de edificios español, construido como leprosería en el siglo XIV en San Vicente de la Barquera. Es una de las primeras manifestaciones del arte gótico en Cantabria.

## Descripción
El Lazareto de Abaño es una construcción del siglo XIV. El ábside es el único elemento constructivo de la primera fase que se conserva. En los muros interiores hay una serie de pinturas murales con motivos geométricos y dos barcos localizados en el muro norte. Su apariencia presenta los cascos de dos navíos superpuestos verticalmente, uno encima de otro y claramente diferenciados desde la perspectiva de su ejecución técnica. La pintura cuando se descubrió se encontraba en un estado de conservación fresca y nítida, hoy día se encuentran en gran parte cubiertos por algas.
El 10 de diciembre de 2003, en el Boletín Oficial de Cantabria se declaró al Lazareto de Abaño como Bien inventariado. En 2012, el Ayuntamiento de San Vicente de la Barquera realizó actuaciones de emergencia, cerrando el conjunto con una valla protectora y realizando una limpieza de la maleza. Su estado de conservación es de abandono y de expolio, han desaparecido el arco de entrada, la pila del agua bendita y la espadaña de la iglesia. Sus techumbres están hundidas.

## Historia
La Casa de la Orden de Lacerados Malatos de San Lázaro de Abaño es una antigua leprosería situada en el término municipal de San Vicente de la Barquera. La fundación tuvo lugar en 1232, sobre un establecimiento religioso anterior. Se fundó por los abades de San Vicente de Panes, de San Salvador, de San Juan de Rivadedeva y de Luey. El lazareto fue construido como consecuencia de la bonanza económica que vivía San Vicente de la Barquera en el siglo XIII.
En los inicios del siglo XIX (1828) se produjo la disolución de la Orden y a mediados de esa centuria el Ayuntamiento de San Vicente de la Barquera, propietario de las fincas y edificios , procedió a su venta en 1845 para destinar los recursos obtenidos a la construcción de la primera Escuela de Instrucción Pública que funcionó en el municipio. El destino anterior al actual estado de abandono y ruina, fue el de fábrica artesanal de quesos.
Es una de las leproserías medievales mejor documentadas del norte de España.